# Leptophatnus minor
Leptophatnus minor là một loài tò vò trong họ Ichneumonidae.